# Сетевая литература
Сетевая литература (сетература) — понятие, предлагаемое некоторыми публицистами для обозначения совокупности литературных произведений, основной средой существования которых является Интернет. От вопроса о сетевой литературе (которая если существует, то именно в противопоставлении литературе несетевой, «обычной») необходимо отличать вопрос о дополнительных, чисто практических возможностях, предоставляемых Сетью любой литературе, — удобстве поиска текстов и по текстам, удобстве доступа к текстам из любой точки Земли и т. п.; существование этих возможностей уже привело к появлению множества сайтов, служащих Интернет-представительствами бумажных литературных журналов, издательств, отдельных авторов.
Существование особой сетевой литературы сторонники этого понятия обосновывают несколькими дополняющими друг друга способами.

## Сетевая литература как литература новых технологических возможностей
Интернет как носитель текстов предоставляет в распоряжение автора ряд средств и приёмов, недоступных на бумаге:
- нелинейность текста: за счёт гиперссылок читатель может самостоятельно строить свою траекторию движения по тексту;

- интерактивность текста: автор может предоставить читателям возможность дописывать имеющийся текст — в соответствии с определёнными правилами или произвольным образом;

- мультимедийность текста: в литературное произведение, размещённое в Интернете, легко вставить звуковые файлы, файлы с анимированными изображениями и т. п.

Некоторые люди утверждают, что все эти способы работы с текстом были изобретены задолго до Интернета: например, альтернативные способы движения читателя по тексту предлагаются в романе Х. Кортасара «Игра в классики», некоторых произведениях Раймона Кено и др.; эксперименты по внедрению изображения в литературный текст широко практиковали русские футуристы; построение стихотворного текста как своеобразной партитуры для голосового исполнения (с одновременным развёрнутым живописно-графическим сопровождением) начиная с 1960-х гг. характерно для поэзии Елизаветы Мнацакановой.

## Сетевая литература как литература новых формальных и жанровых предпочтений
Интернет способствует изменению иерархии жанров и форм: типы текста, наилучшим образом приспособленные к сетевому существованию, выходят на первый план и постепенно вытесняют другие. На роль преимущественно сетевых жанров и форм предлагались прозаическая миниатюра (текст размером «в один экран», не требующий вертикальной прокрутки для прочтения от начала до конца), эссе, литература дневникового типа.
Противники этой идеи полагают, что роль Интернета в судьбе тех или иных жанров и форм, в самом деле, заслуживает изучения, но не даёт оснований говорить об особой сетевой литературе.  Здесь, возможно, изменяется лишь место эссе или малой прозы во всей литературе.

## Роль интерактивности сетевой литературы
Произведение, опубликованное на бумаге (будь то в книге или в журнале), существует само по себе, отдельно и самодостаточно. Если на него и последуют отклики читателей и критики, то эти отклики будут опубликованы позже и в каком-то другом месте. Интернет предоставляет возможность немедленного включения текста в процесс коммуникации по поводу литературы. На сайтах со свободной публикацией или в блоге отклик читателя может быть получен моментально.

### Блоги
Здесь общение автора с читателями может быть двусторонним и многосторонним, затрагивать не только сам исходный текст, но и личность автора, собственные вкусы всех участников беседы, их творчество и любые иные темы. В конечном счёте первоначальное произведение оказывается только поводом для общения. Поэтому, в таких случаях, продуктом сетевой литературы в блогах является не обнародованное на сайте со свободной публикацией стихотворение одного из десятков тысяч авторов, публикующихся там, а вся потенциально бесконечная цепочка реплик, порождённых этим стихотворением, иными словами — сформировавшаяся вокруг этого текста коммуникативная среда. Такое растворение отдельного, определённого текста в текстовой стихии, а также происходящая в этой ситуации «смерть автора» и «рождение соавтора»(ведь авторами возникающей коммуникативной среды являются все её участники и никто в особенности: граница между автором и не-автором перестаёт существовать). Сторонники интерактивной сетевой литературы трактуют это процесс как наиболее полную реализацию постмодернистского проекта.
Существует мнение, что перенос центра тяжести с результата на процесс в блогах — свидетельство функционирования сайтов со свободной публикацией как своего рода субкультуры, схожей с другими субкультурами (например, сформировавшимися вокруг ролевых игр). В качестве различительного признака важно то, что иерархия ценностей, складывающаяся в любой субкультуре, признаётся только внутри неё самой: авторы, популярные на сайтах со свободной публикацией (в своей коммуникативной среде), как правило, не признаются за их пределами, а если признаются — то исключительно благодаря свойствам созданных ими произведений, освобождённых от составляющих особенность этой среды наслоений.
Но если посмотреть на это явление с исторической точки зрения, чего не любят делать теоретики сетевой литературы, то мы увидим, что любая субкультура есть индивидуализация общей культуры на основе каких-либо отклонений в развитии. В данном случае таким отклонением стала новая информационная система, Интернет-реакция, позволяя проследить реакцию опубликованного текста со всей совокупностью текстов, размещенных в сети, и со всеми пользователями, имеет такой же длительный характер, как и реакция на обычную публикацию. Кто-то откликнется сразу, а кто-то подождет с отзывом. Кроме того, реакция, как правило, не бывает продуманной, так как отношение к таким публикациям и к собственному отклику имеет сниженный по уровню ответственности. Поэтому, какой-то реакции, возможно, наиболее важной, можно и не дождаться, так как в сети все тексты приобретают в чём-то однородный характер, как в темной комнате все кошки — серы. Этот историко-культурный анализ можно продолжить, но уже приведенного соображения достаточно для того, чтобы сделать вывод, что сетевая литература, если она не хочет остаться настоящей литературой, не может отделяться от общего литературного процесса и общего процесса коммуникации.

## Известные произведения и авторы
- Тепло наших тел — После успеха в сети был экранизирован в Голливуде и стал издаваться в печатном виде;
- Глуховский, Дмитрий Алексеевич Метро 2033 — Первый вариант романа Метро 2033 был выложен автором в сети на специально созданном сайте . После успеха стал издаваться и принёс автору мировую известность. В Голливуде разрабатывают экранизацию. Позднее вышло ещё два романа Метро 2034 и Метро 2035. По мотивам трилогии создаются видеоигры. На основе романов созданы популярные литературные проекты Дмитрия Глуховского Вселенная метро 2033 и Вселенная метро 2035;
- Пятьдесят оттенков серого — цикл романов созданный Э. Л. Джеймс как фанфик к саге Сумерки Стефани Майер, но позднее ставший самостоятельной книгой на волне успеха. Был экранизирован Голливудом.
- РОМАН (произведение) — интерактивная книга Романа Лейбова, созданная в 1995 году как специальный эксперимент в области сетевой гипертекстовой литературы.